# Chorągiew Zachodniopomorska ZHP
Chorągiew Zachodniopomorska ZHP – jednostka terenowa Związku Harcerstwa Polskiego.
Działa na terenie województwa zachodniopomorskiego. Siedzibą władz Chorągwi jest Szczecin.

## Początki działalności harcerskiej na Pomorzu Zachodnim
W Szczecinie Drużyna Harcerska „Gryf” powstała 15.02.1934 r. Założył ją nauczyciel Maksymilian Golisz. Wchodziła ona w skład hufca berlińskiego ZHP w Niemczech. W 1935 r. powstała Gromada Zuchowa „Wiewiórki”,  którą zorganizował Aleksander Omieczyński. Istniały one do wybuchu II wojny światowej.

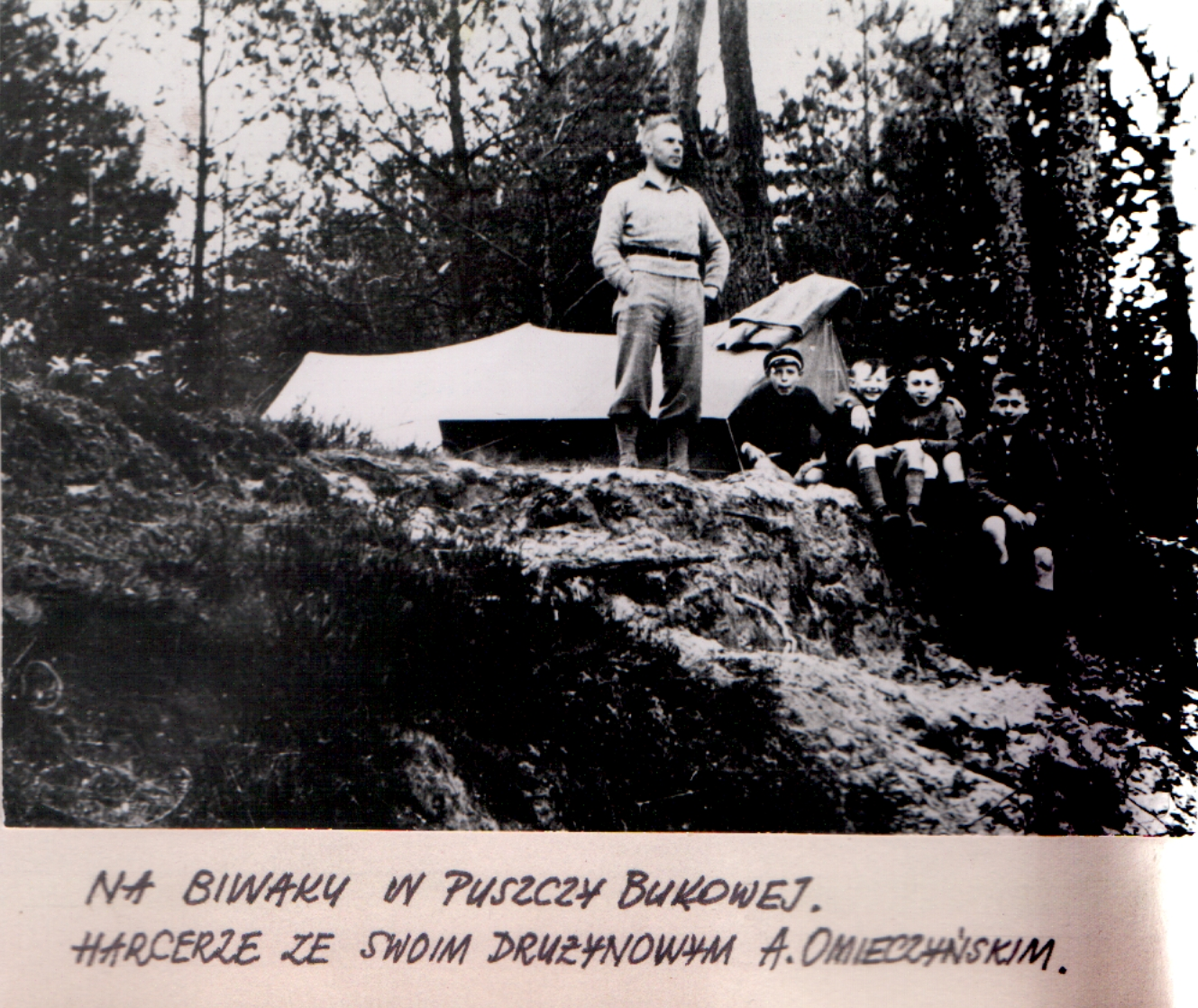

## Działalność po II wojnie światowej
Po II wojnie światowej na Pomorze Zachodnie zaczęli napływać osadnicy. W tej grupie znaleźli się również instruktorzy i harcerze. Przystąpiono do tworzenie najpierw zastępów, a później drużyn i hufców. W czerwcu 1945 r. już istniały drużyny harcerzy w Białogardzie (nazywanym wtedy Białogrodem) i w Szczecinku, a organizowała się w Koszalinie.
W maju 1945 r. w Nowogardzie (wtedy Nowogrodzie) harcerki i harcerze zorganizowali się, a drużynowym został Kazimierz Tadeja. Bożena Żybułtowska w maju w Stargardzie (wtedy Starogrodzie) zorganizowała zastęp harcerek, a w połowie czerwca w Białogardzie Eugenia Gradowska została drużynową drużyny harcerek. 15.07.1945 r. w Koszalinie istniał już Dom Harcerski oraz organizowano hotel. 8 i 9.09.1945 r. w Koszalinie odbył się, w czasie Święta Dożynek i Sportu, zlot chorągwi zachodniopomorskich. Wzięli w nim udział przedstawiciele hufców wezwani w ciągu 3 dni na wniosek wojewody Leonarda Borkowicza i komitetu organizacyjnego. Uczestniczyło 300 harcerek i harcerzy z pięciu hufców, którzy wzięli udział w defiladzie.
Naczelnik Głównej Kwatery Harcerzy polecił druhowi phm. Zygmuntowi Bojarskiemu zorganizowanie Pomorsko-Zachodniej Chorągwi Harcerzy (od jesienie 1945 r. używano nazwy „Zachodnio-Pomorska”) na terenie Pomorza Zachodniego.
Rozpoczęła ona działalność 25.06.1945 r. z siedzibą w Koszalinie. Zachodnio-Pomorska Chorągiew Harcerek powstała pod koniec lipca 1945 r. z siedzibą w Koszalinie. Jej pierwszą komendantką została podharcmistrz Maria Zamojska. Na początku 1947 r. zastąpiła ją Irena Makowiecka mianowana przez Naczelniczkę Harcerek rozkazem z dnia 17.02.1947 r. W lutym 1946 r. Komendy Chorągwi przeniosły się do Szczecina. W 1948 r. nastąpiła zmiana w Chorągwi Harcerzy. Od 12 grudnia komendantem został Mieczysław Kłos.
W roku 1945 i 1946 harcerki realizowały zadania w ramach „Służby Dziecku”. W Stargardzie urządzono „Dom Matki i Dziecka”, a w innych hufcach świetlice. Przeprowadzano zbiórki pieniędzy na Domy Dziecka. Harcerze prowadzili drużyny zuchowe. 
Ważnym zadaniem była „Służba dla Ziem Odzyskanych” (w pierwszym okresie drużyny i hufce Pomorza Zachodniego podejmowały działania z własnej inicjatywy):
- pomagano Państwowemu Urzędowi Repatriacyjnemu – pełniono dyżury na dworcach i w punktach dożywiania;
- pomagano władzom bezpieczeństwa – pełnienie służby porządkowej przez harcerzy, np. z Białogardu przy przesiedlaniu Niemców i w Szczecinie wartowniczej przy ochronie mienia osób powracających z Zachodu i przesiedlonych z ZSRR;
- odgruzowywano miasta, porządkowano tereny zielone, usuwano napisy niemieckie;
- zdobywano wiedzę na temat Pomorza Zachodniego, m.in. poprzez udział w kursach organizowanych przez Polski Związek Zachodni, organizowanie wycieczek mających na celu poznanie zabytków;
- włączono się w akcję żniwną.

Systematycznie współpracowano z PCK (prowadzono zbiórki uliczne, zbierano wyposażenie domów, które później przekazywano osadnikom). Otaczano także opieką żołnierzy: w Białogardzie uruchomiono „Dom Żołnierza”, organizowano imprezy, przygotowywano paczki. W 1946 r. utworzono Harcerskie Kluby Sportowe w Szczecinie („Czuwaj”), w Szczecinku, w Koszalinie i w Białogardzie. Ważne było wychowanie wodne. Już w 1945 r. istniały trzy męskie drużyny żeglarskie, a w 1946 r. powołano pilota Chorągwi Harcerzy, którym zostaje podharcmistrz Witold Bohdanowicz. Powstawały nowe drużyny, które systematycznie prowadziły szkolenie żeglarskie.
W dniach od 12 do 14 kwietnia 1946 r. w Szczecinie odbył się I Ogólnopolski Zlot Młodzieży „Trzymamy straż nad Odrą”. Z Pomorza Zachodniego przyjechało około 1800 osób. Harcerki i harcerze zajęli się służbą informacyjną, tworzyli patrole porządkowe i sanitarne. Organizowano noclegi i wyżywienie dla uczestników.
Przez cały czas prowadzono akcję szkoleniową dla drużynowych i hufcowych. Od 1 do 22.08.1946 r. w Kożyczkowie na Kaszubach odbył się chorągwiany kurs drużynowych, w którym uczestniczyło 100 harcerek, a w lipcu 1946 r. w Dziwnowie zorganizowano kurs drużynowych zuchowych, w którym udział wzięło 26 harcerzy. Wspólnym przedsięwzięciem obydwu chorągwi był zorganizowany w Zakopanem kurs hufcowych (28.12.1946 r. – 9.01.1947 r.). W 1946 r. w Szczecinie powstała orkiestra dęta, a w drugiej połowie października 1947 r. chór mieszany. W 1947 r. zakończył się proces integracji środowiska harcerskiego wywodzącego się z różnych terenów przedwojennej Polski.

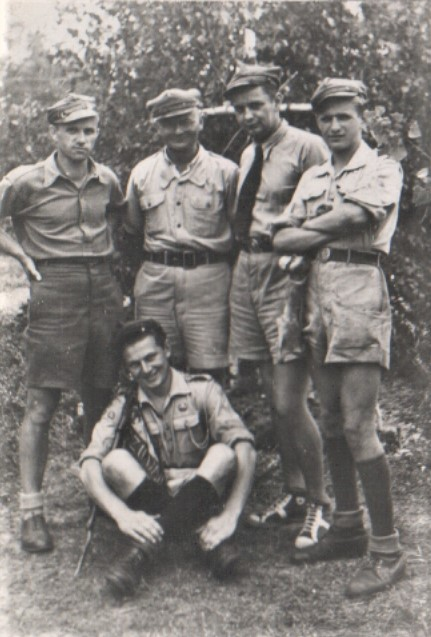
Kurs drużynowych zuchów 1948

Stało się to możliwe dzięki szkoleniu kadry instruktorskiej. Harcerki i harcerze, uczestnicząc w obozach, organizując różnego typu imprezy, odegrali ważną rolę w tworzeniu więzi lokalnej na Pomorzu Zachodnim.
Jesienią 1948 r. rozpoczęła się stopniowa likwidacja organizacji. Doszło do zmian programowych związanych z odejściem od tradycji skautowskiej i wdrożeniem socjalistycznego wychowania młodzieży. ZHP miało prowadzić działalność wśród dzieci i młodzieży ze szkoły podstawowej. Powołano także Harcerską Służbę Polsce. Zmiany doprowadziły do odejścia wielu instruktorek i instruktorów. Zakładano zastąpienie ich przez działaczy ZMP delegowanych do ZHP. 16.02.1949 r. doszło do połączenia Chorągwi Harcerek i Harcerzy i od następnego dnia rozpoczęła działalność Zachodniopomorska Chorągiew ZHP. Jej komendantem został podharcmistrz Mieczysław Kłos. Wprowadzono jednocześnie weryfikację kadry instruktorskiej, której celem było, wykorzystując łączenie hufców, usunięcie ze związku lub przynajmniej z kierowniczych funkcji „niewygodnych osób”.
Rok 1950 przyniósł zmiany w organizacji harcerstwa. W lutym Plenum Zarządu Głównego ZHP przeprowadziło krytykę pracy i programu. Zapadła decyzja o reorganizacji Związku. Głównym zadaniem harcerstwa miało być „wychowanie dzieci w duchu przemian społecznych” dokonywanych w Polsce. ZHP miało prowadzić działalność kulturalno-oświatową wśród dzieci ze szkoły podstawowej oraz przygotować je do pracy w ZMP. Komendantem Chorągwi był wtedy od 15.05.1949 r. Eligiusz Lasota. Działało 636 drużyn, z tego 398 w miastach i 238 na wsi. Zrzeszały one 19 tysięcy harcerzy. Musiało odejść wielu zasłużonych instruktorów, których zastąpili aktywiści Związku Młodzieży Polskiej. Prowadzono szkolenia dla nauczycieli, w których uczestniczyło 360 osób.
Po wprowadzeniu nowego podziału terytorialnego Polski i utworzeniu województwa koszalińskiego, 1.09.1950 r. powołano Chorągiew Koszalińską obejmującą wschodnią część Pomorza Zachodniego. Chorągiew Zachodniopomorska obejmowała teren województwa szczecińskiego. Komendantem Wojewódzkim ZHP został Stanisław Bąk. Na tym terenie ZHP zostało zlikwidowane 20.01.1951 r., a rozpoczęła działalność Organizacja Harcerska ZMP (majątek przekazano już w grudniu 1950 r.). Kierownikami Wydziałów Harcerskich ZMP byli: Stanisław Bąk, Jerzy Ostrzyżek, Halina Skopińska.
Wydziałom Harcerskim Zarządów Powiatowych ZMP podlegały drużyny obejmujące teren szkoły, w skład których wchodziły klasy-zastępy. Prowadzono różne akcje, np. zbiórka złomu i makulatury. Prowadzono też działalność sportową. Organizowano prace społeczne, różne konkursy, imprezy.

## Chorągiew Zachodniopomorska ZHP po 1956
Po politycznych przemianach w Polsce w październiku 1956 r. powstała szansa na reaktywowanie ZHP. Nastąpiło to na tzw. Zjeździe Łódzkim w grudniu 1956 r. Doszło tam do kompromisu między, z jednej strony kadrą OHPL, a z drugiej – instruktorami z Szarych Szeregów oraz kadrą z Krakowa i innych miast, spontanicznie odtwarzającą oddolnie ZHP. 10 grudnia 1956 r. zapadła ostateczna decyzja o reaktywowaniu ZHP i powołaniu Naczelnej Rady Harcerskiej. Przewodniczącym NRH został Aleksander Kamiński, a naczelniczką Zofia Zakrzewska. Przywrócony został tradycyjny mundur, krzyż i lilijka. Pierwszy okres miał na celu odbudowanie struktur ZHP w terenie.
Aktywnie włączają się w nurt przemian instruktorzy z pierwszych lat powojennych, którzy przybyli do Szczecina m.in. Dh dh Łyczywek, Rozkazem Naczelnika z dnia 25.01.1957 roku zostaje zatwierdzony I skład Zachodnio-Pomorskiej Komendy Chorągwi. Pełniącym obowiązki zostaje pwd Henryk Dynarowski. Poza składem komendy, wybrani zostali również sekretarz i kierownicy wydziałów.
Powstają pierwsze hufce w Chorągwi Zachodnio-Pomorskiej: Choszczno, Dębno, Goleniów, Gryfice, Gryfino, Kamień, Łobez, Myślibórz, Nowogard, Pyrzyce, Stargard, Świnoujście, Szczecin-Powiat, Szczecin-Dąbie, Szczecin-N/Odrą, Szczecin-Pogodno, Szczecin-Śródmieście.
6 kwietnia 1957 roku po okresie przygotowań, zwołana zostaje I Chorągwiana Konferencja Wyborcza, która wybiera nowy skład Komendy Chorągwi, na czele której zostaje wybrany komendantem phm. Stefan Niewiada. Ten rok to również przejęcie nowej siedziby dla Komendy Chorągwi Zachodnio-Pomorskiej, która od tego czasu ma swoją siedzibę przy ul. Ogińskiego 15 (wcześniej w tym budynku mieściła się IMKA, a następnie do likwidacji Zarząd ZMP).
W dniach 24–25 maja 1958 roku nad jeziorem Głębokim w Szczecinie odbywa się Zlot Chorągwi. Jego kulminacją jest uroczystość wręczenia Komendzie Chorągwi sztandaru, która odbywa się na Wałach Chrobrego przed siedzibą Wojewódzkiej Rady Narodowej. Uroczystość kończy defilada i harcerski festyn. Honorowym gościem uroczystości była Naczelniczka ZHP hm. Zofia Zakrzewska.

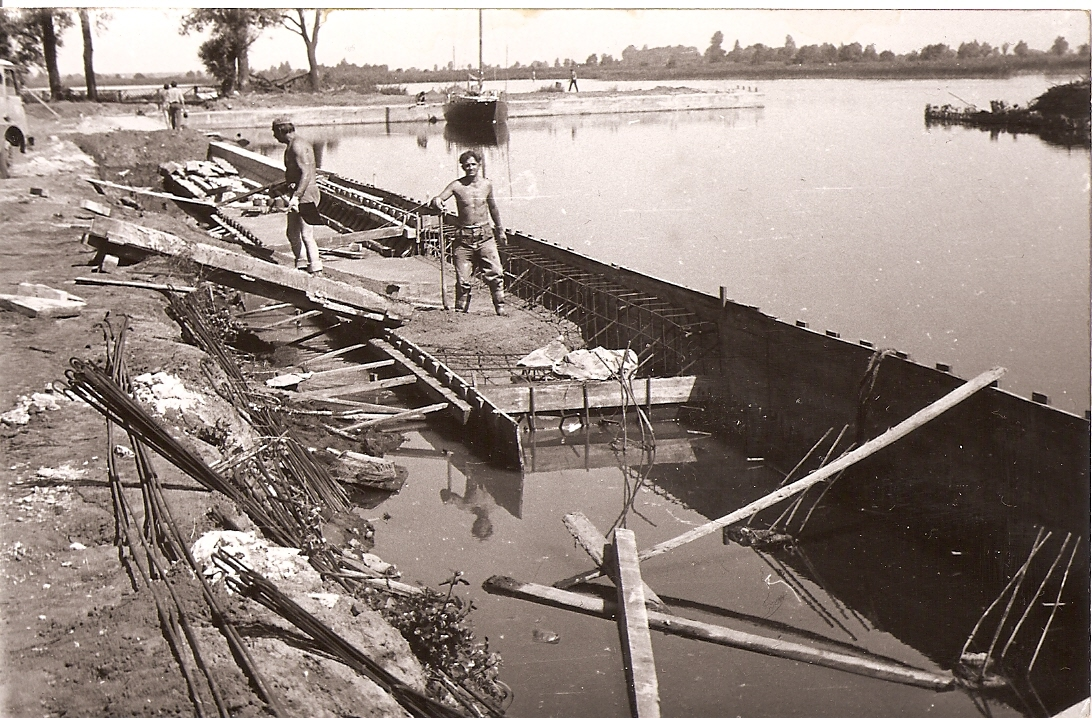
Budowa nowej kei basenu portowego w Harcerskim Ośrodku Morskim w Szczecinie

Wychodząc naprzeciw oczekiwaniom młodzieży, z dniem 1 czerwca 1957 roku Komenda Chorągwi powołała Harcerski Ośrodek Morski w Szczecinie Dąbiu przy ul. Żaglowej 2, który został przejęty od Ligi Morskiej. Komenda Chorągwi 29 września 1967 roku wystąpiła do Zarządu Wydziału kwaterunkowego Urzędu Miasta o przydział wymienionej nieruchomości. Ośrodek miał za zadanie prowadzić szkolenia żeglarskie oraz popularyzację wychowania wodnego. (więcej na stronie HOM Szczecin).

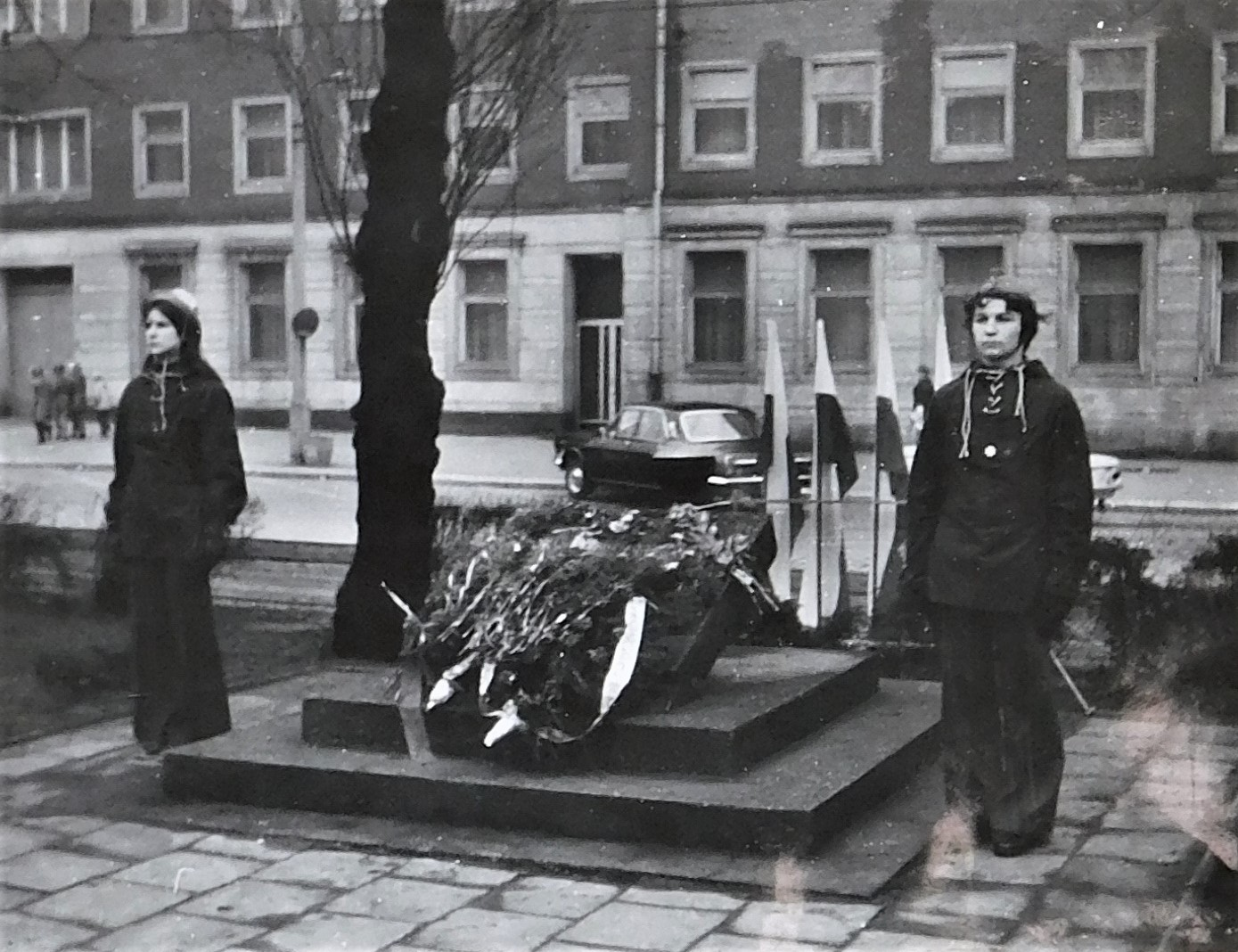
Szczecińska płyta harcerska

24 maja 1958 roku ma miejsce ważna uroczystość odsłonięcia pamiątkowej płyty z okazji XXV-lecia powstania pierwszej drużyny harcerskiej i zuchowej Gryf w Szczecinie. Jednocześnie przekazano DH Gryf z hufca Nad Odrą, kontynuującej tradycje przedwojennej drużyny.
Kolejny II Zjazd Chorągwi zostaje zwołany w dniach 4–6 marca 1960 roku. Zjazd wytyczył kierunki działania na kolejne lata: „Ziemia Szczecińska”, „Morze”, „Dziecko”, „Kadra”. Wybrano również nowe władze Chorągwi oraz Komendanta Chorągwi, którym został hm. Stanisław Gabrysiak.

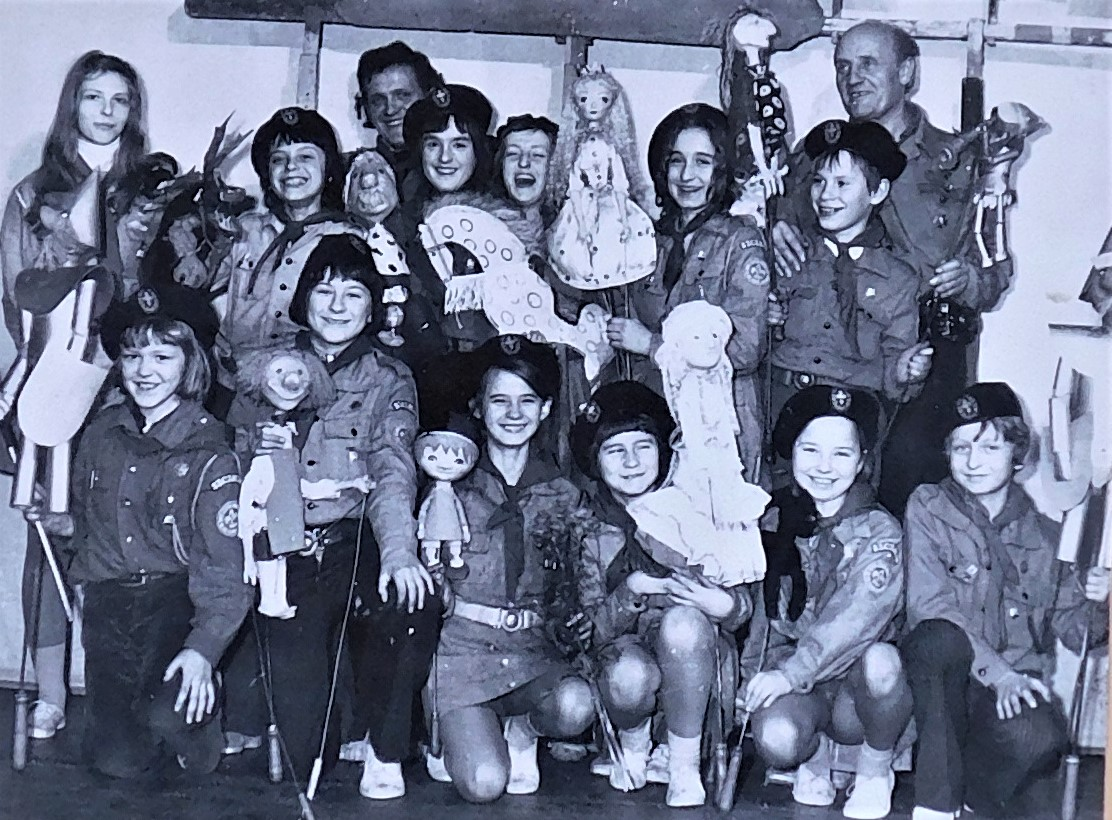
Zespół Teatrzyku ZUCH

Coraz większą aktywność programową wykazują hufce. W hufcu Szczecin Pogodno aktywnie biorącym udział w harcerskim życiu kulturalnym w 1960 roku, powstaje jako jeden z działów Harcerskiego Ośrodka Technicznego, Teatrzyk Lalkowy prowadzony przez dh. hm. Telesfora Badetko. W kolejnym roku teatrzyk przechodzi do hufca Szczecin Śródmieście i przyjmuje nazwę Teatrzyku Lalkowego „Zuch”.
Po rezygnacji z funkcji komendanta Chorągwi dh hm. Stanisława Gabrysiaka na pełniącego obowiązki zostaje wybrany dh hm. Ryszard Kowalski.
Wypełniając postanowienia uchwał zjazdowych mówiących o wychowaniu wodnym 1 lutego 1962 roku powstaje samodzielny Wydział Wychowania Morskiego. Początki tego Wydziału sięgają lat 1957–1959 od powstania w tamtym okresie Wydziału Żeglarskiego, a następnie Zespołu Wychowania Morskiego wchodzącego w skład Chorągwianego Harcerskiego Ośrodka Technicznego.
1 lutego 1961 roku odbyły się wybory uzupełniające do władz chorągwi, na których wprowadzono do składu Komendy Chorągwi i wybrano komendantem Chorągwi phm. Emanuela Sikorę.
III Zjazd Chorągwi Zachodnio-Pomorskiej został zwołany na 14–15 kwietnia 1962 roku. W podsumowaniu dotychczasowych działań podkreślono m.in. wzrost liczby członków i wzrastającą aktywność harcerską i programową Komend Hufców. Na Zjeździe, obok innych inicjatyw programowych, uchwalono powstanie Odznaki Chorągwi Ziemi Szczecińskiej.
Kontynuując program Wychowania Wodnego, Komenda Chorągwi, przy współudziale Głównej Kwatery Harcerzy, organizuje Ogólnopolski Spływ Harcerskich Drużyn Wodnych do Siekierek, który odbył się w dniach 24–27 lipca 1963 roku.
Z inicjatywy Komendy Chorągwi i redakcji Kuriera Szczecińskiego powstaje dodatek „Harcerski Trop”. Pierwszy numer miesięcznika dotarł do harcerzy 11 czerwca 1964 roku. 14 października 1964 roku powołane zostaje Kolegium Redakcyjne, w skład którego weszli: hm. Ryszard Kowalski, hm. Kazimierz Jaskot oraz phm. Ryszard Strzelbicki, phm. Danuta Bielawska, phm. Piotr Łapa.

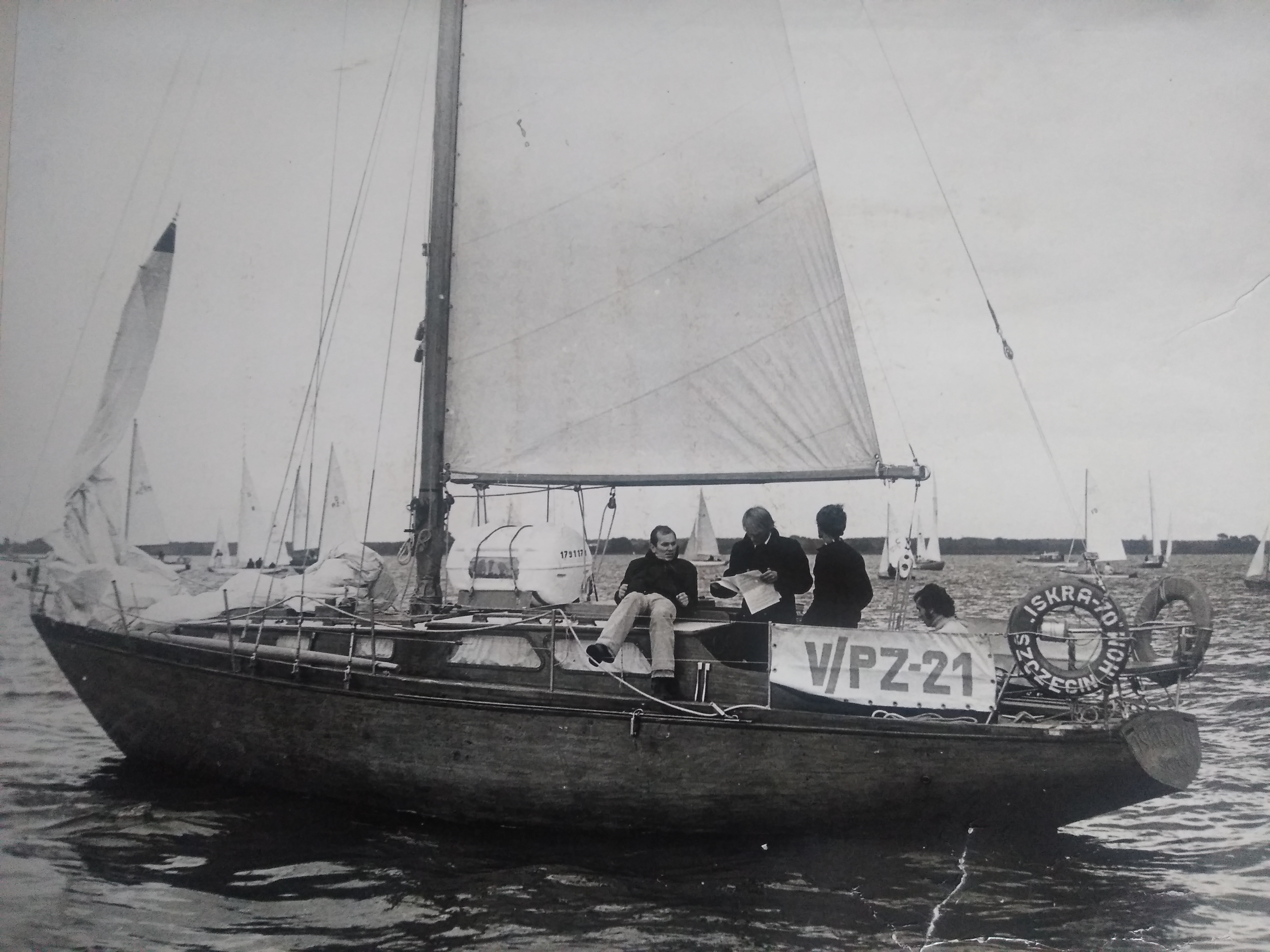
ISKRA70 jacht HOM

Ważnym w życiu Chorągwi Zachodnio-Pomorskiej jest również rok 1964 ze względu na ostateczne przekazanie harcerzom terenów obok plaży w Dąbiu na budowę Harcerskiego Ośrodka Morskiego w Szczecinie.
W dniach 21–22 kwietnia 1965 roku ma miejsce kolejna IV Konferencja Sprawozdawczo-Wyborcza, która uchwaliła program na kolejne lata z kierunkami na: „Jesteśmy Najmłodszymi Gospodarzami Ziemi Szczecińskiej” i „Przyszłość każdego wspólną naszą sprawą”. Na konferencji wybrano również nowe władze. Komendantem Chorągwi został wybrany ponownie hm. Emanuel Sikora. Konferencja Powołała i wybrała jej członków 1 Radę Chorągwi, która to na swoim posiedzeniu zatwierdziła wybór Komendanta Chorągwi.
Rok 1965 wpisany został też w kronikach Chorągwi Zachodnio-Pomorskiej jako rok wielkiego Zlotu Młodzieży „Trzymamy Straż nad Odrą i Bałtykiem”. Uroczystości z udziałem harcerzy i młodzieży z całej Polski odbyły się w Szczecinie w dniach 21–22 lipca.

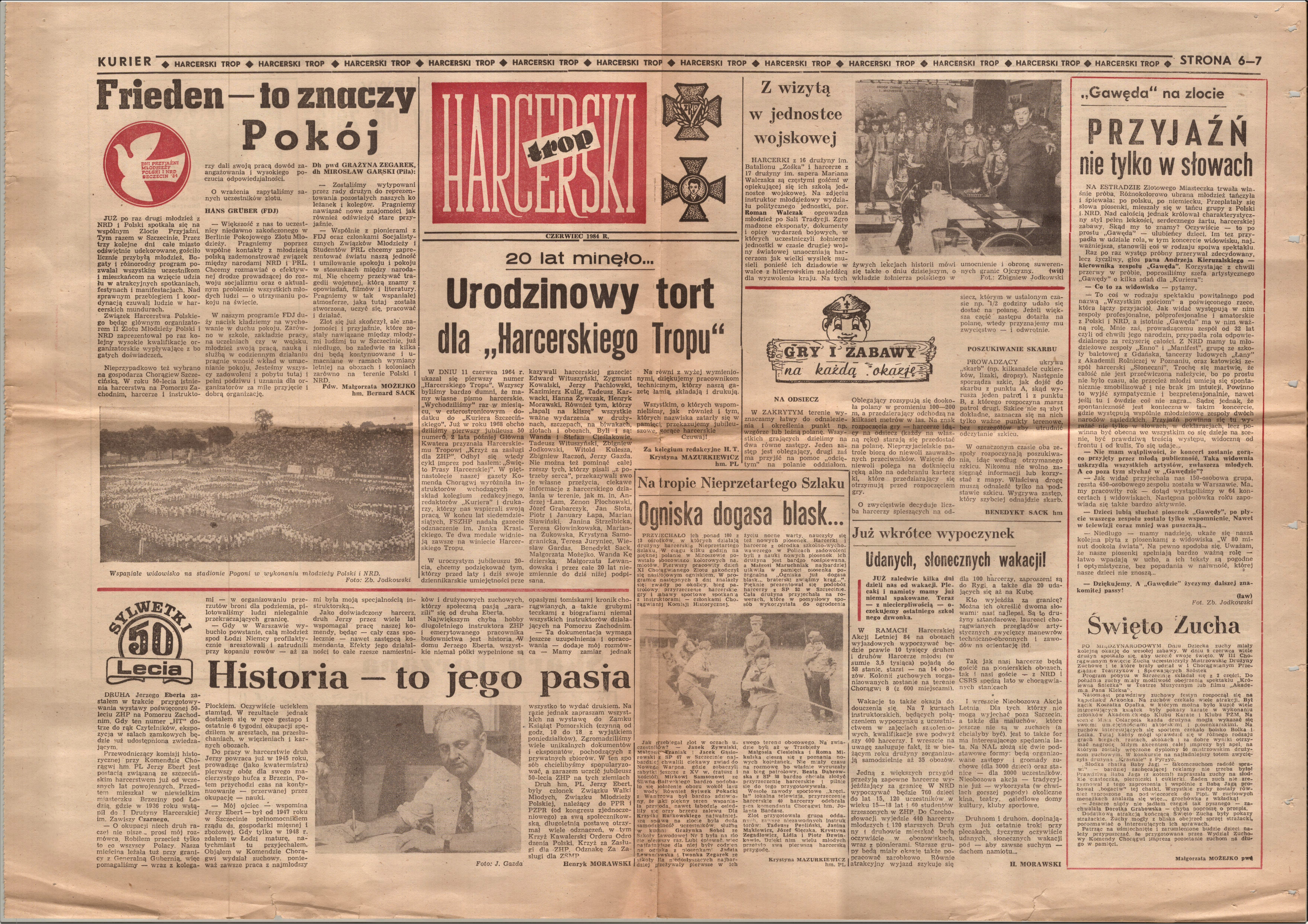
Gazeta Harcerski Trop, dodatek do Kuriera Szczecińskiego

12 czerwca 1968 roku ukazuje się 50. numer „Harcerskiego Tropu”. Z tej okazji miała miejsce okolicznościowa wystawa zorganizowana podczas uroczystego festynu w Parku Kasprowicza. Na wystawie zaprezentowana została historia „Harcerskiego Tropu” oraz życie harcerzy w „Harcerze w fotografii” prezentowane przez fotoreportera Kuriera Szczecińskiego, Cieślaka.
V Konferencja Sprawozdawczo Wyborcza odbyła się 21.04.1969 roku pod hasłem „Harcerska Służba Ziemi Szczecińskiej”. Konferencja wyznaczyła kierunki programowe obejmujące: „Jesteś Patriotą wykaż to w nauce, pracy i gotowości do obrony Ojczyzny” oraz „Każdy harcerz organizatorem i aktywnym uczestnikiem zabawy i wypoczynku”. Na Konferencji wybrane zostały władze statutowe i Komenda Chorągwi. Funkcję komendanta powierzono ponownie hm. Tadeuszowi Możejce. 15.12.1969 roku na posiedzeniu Rady Chorągwi odbyła się uroczystość pożegnania dotychczasowego komendanta Chorągwi hm. Tadeusza Możejkę. Rada wybrała nowego komendanta, którym został hm. Piotr Łapa.
W 25. rocznicę forsowania Odry przez żołnierzy w czasie II Wojny Światowej, 16 kwietnia 1970 roku odbyła się uroczystość inauguracji kampanii zdobywania przez Chorągiew Zachodnio-Pomorską imienia „Budowniczych Polski Ludowej”.

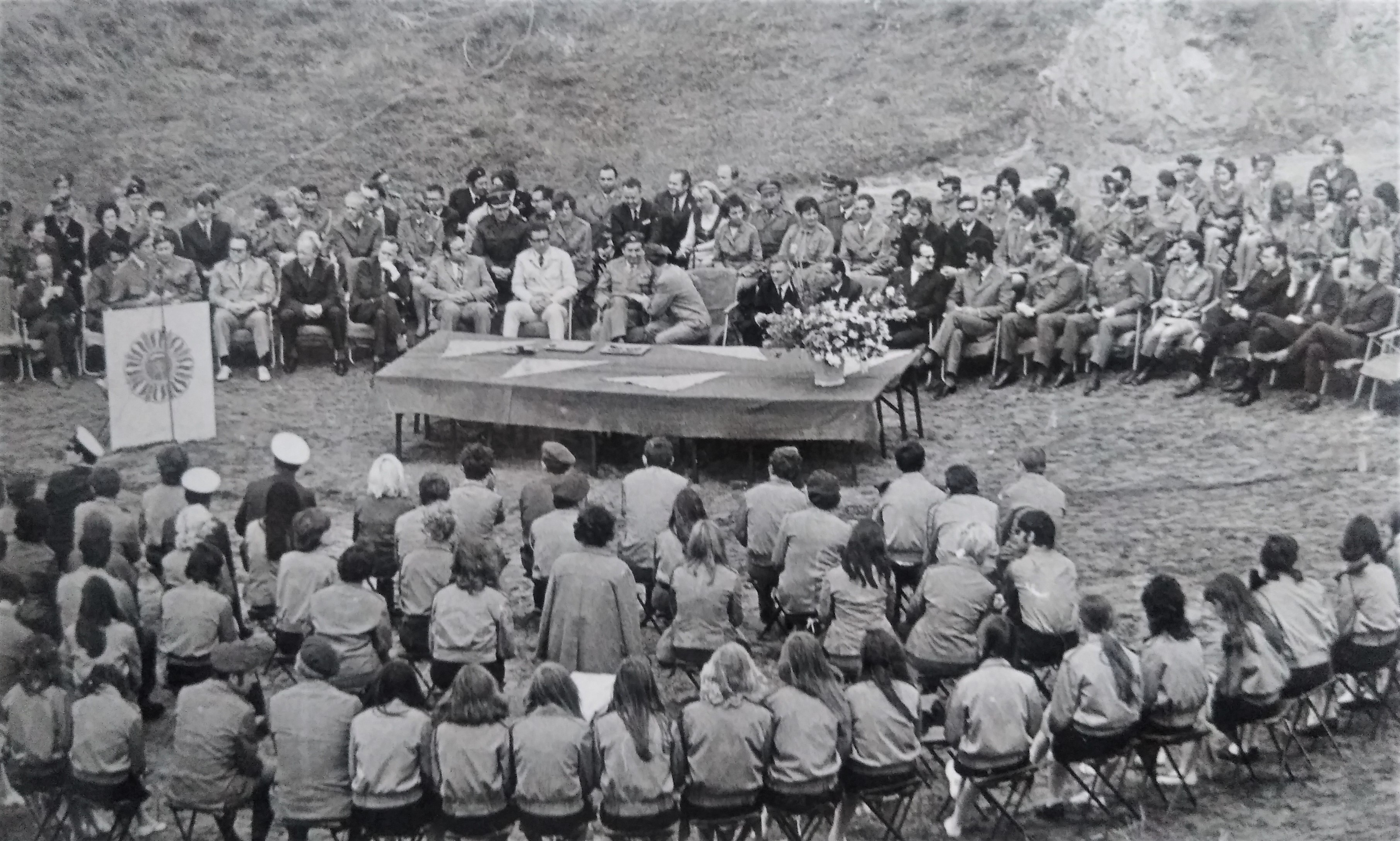
Cedynia uroczysta Rada Chorągwi 1972

W dniach 20–25 czerwca 1972 roku odbył się Zlot Chorągwi Zachodnio-Pomorskiej Łysogórki – Cedynia. Podczas Zlotu odbyła się uroczystość nadania imienia Chorągwi „Budowniczych Polski Ludowej”.
VI Konferencja ponownie wybrała Komendantem Chorągwi dh hm. Piotra Łapę.
W 1973 roku w związku ze zmianą podziału administracyjnego kraju, rozbite zostały dotychczasowe duże chorągwie (powstało 49 chorągwi – tyle samo, co województw). Podzielone zostały wspólnoty hufcowe – hufce zostały powołane w każdej gminie. Organizacja zamiast na jakość, postawiła na ilość.
W tym czasie w Chorągwi powołanych zostało 54 Hufców. 
VII Konferencja Sprawozdawczo-Wyborcza Chorągwi odbyła się 15 marca 1976 roku.
Po wyborze Rady Chorągwi, wybrane zostało 12-osobowe Prezydium Rady i 4-osobowa Komenda Chorągwi, w której po raz trzeci funkcję komendanta powierzono hm. Piotrze Łapie.
Lata siedemdziesiąte to również udział harcerskich drużyn reprezentujących Chorągiew Zachodniopomorską w Akcji Bieszczady 40, która swoją bazę zlokalizowała w Bukowcu.
VIII Konferencja Chorągwiana to zmiany na stanowisku Komendanta Chorągwi. W związku wyborem dh Piotra Łapy na funkcję zastępcy Naczelnika ZHP, nowym Komendantem Chorągwi zostaje wybrana z dniem 5 czerwca 1977 roku, dh hm. Anna Stecyk.

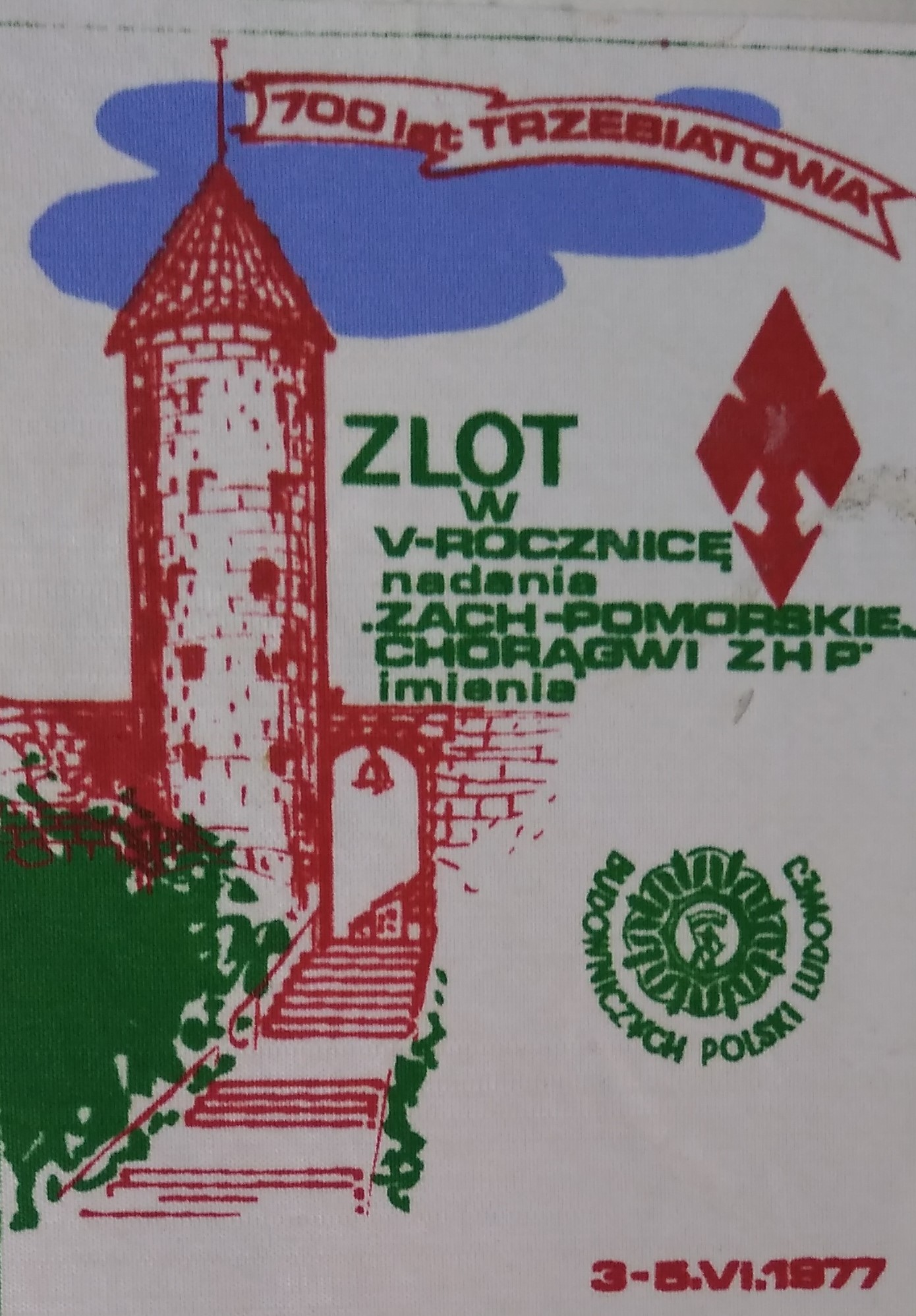
Zlot w Trzebiatowie

Rok 1977 w Chorągwi Zachodnio-Pomorskiej, był bardzo bogaty programowo. Obok kontynuacji udziału w ogólnopolskich przedsięwzięciach jakimi były Harcerski Festiwal Kultury Młodzieży Szkolnej Kielce czy Akcji Bieszczady, został zorganizowany z okazji 700-lecia Trzebiatowa w dniach 3–5 czerwca Zlot Chorągwi, w którym udział wzięło ponad 1600 harcerzy i instruktorów.
Na VI Zjeździe ZHP komendant Chorągwi Zachodnio-Pomorskiej hm. Piotr Łapa, wybrany zostaje zastępcą Naczelnika.
Harcerskie Ślubowanie miało miejsce 23 września 1980 roku pod Pomnikiem Czynu Polaków w Szczecinie. Harcerska Manifestacja została zorganizowana z okazji 35-lecia Chorągwi.
15 marca 1981 r. VII Zjazd ZHP: rozwiązał HSPS (wprowadzając w ich miejsce drużyny starszoharcerskie), przywrócił tradycyjne mundury, zalegalizował ruchy programowo-metodyczne.
22 września 1982 r. odbyła się uroczysta sesja Rady Chorągwi z okazji nadania Chorągwi im. Budowniczych Polski Ludowej, na której w obecności Naczelnika ZHP dr. Ryszarda Wosińskiego została przyjęta rezygnacja z funkcji Komendanta Chorągwi dh hm. Anny Stecyk. Na tym samym posiedzeniu w tajnym głosowaniu wybrano nowego komendanta, którym został dh hm. Edmund Runowicz.
Kolejny IX Zjazd Chorągwi Zachodnio-Pomorskiej odbył się 12 grudnia 1984 roku. Główne wnioski jakie skierowali instruktorzy do Zjazdu ZHP to m.in.:
- zniesienie obowiązku przynależności instruktorów do kręgów instruktorskich,
- przedłużenie kadencji hufców do 4 lat,
- utrzymanie społecznego charakteru pracy instruktorskiej,
- zmiana w przyrzeczeniu zwrotu z „Przyrzekam całym życiem…” na „Mam szczerą wolę…”.

Zjazd ponownie wybrał Komendantem Chorągwi dh hm. Edmunda Runowicza.

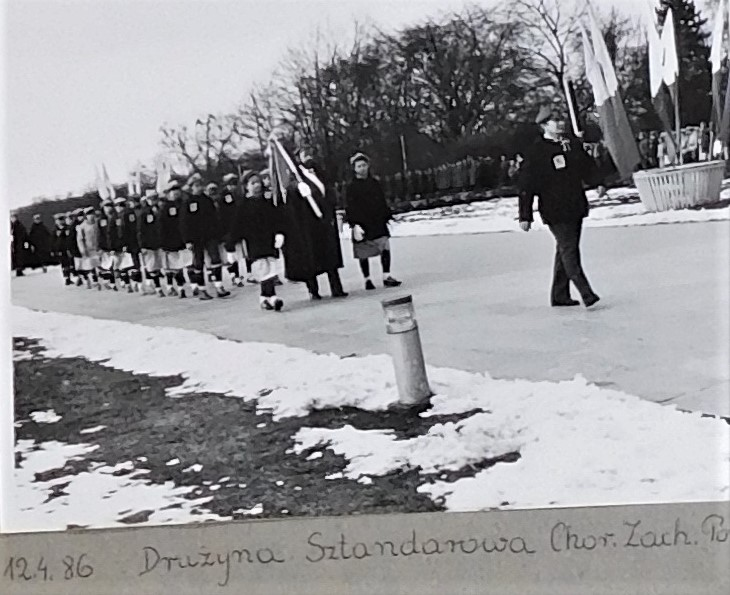
Drużyna Sztandarowa Chorągwi 1986

W dniach 19–21 czerwca 1987 roku w Cedyni, w 15. rocznicę nadania Chorągwi im. Budowniczych Polski Ludowej, odbył się Zlot Chorągwi, w którym uczestniczyły drużyny reprezentujące wszystkie hufce.
W lipcu 1988 roku na Polach Grunwaldu, odbył się Zlot ZHP, w którym uczestniczyły drużyny harcerskie reprezentujące Chorągiew Zachodniopomorską.
14 stycznia 1989 roku odbyła się X Konferencja Sprawozdawczo-Wyborcza Chorągwi. W uroczystej części sesji udział wzięli zaproszeni przedstawiciele organizacji młodzieżowych ze Związku Radzieckiego, NRD, Bułgarii i Francji. Zjazd podkreślił m.in. znaczenie i rolę Rady Przyjaciół Harcerstwa, popularyzację i rolę jaką swym działaniem odgrywa ZHP w środowiskach lokalnych jak również identyfikowanie się organizacji z rozwojem regionu. Na konferencji wybrano nowe władze Chorągwi z komendantem hm. Jackiem Piechotą. Wybrano również delegatów na IX Zjazd ZHP.
Decydującym o dalszej działalności Chorągwi Zachodniopomorskiej były Zjazdy z lat 1989 i 1990. W marcu 1989 r. obradował XXVI Zjazd ZHP w Warszawie, który dokonał zmian statutu, Prawa i Przyrzeczenia Harcerskiego oraz zdecydował o podjęciu starań o powrót ZHP do światowych organizacji skautowych. Ostatecznie XXVIII Zjazd ZHP w grudniu 1990 r. dokonał zasadniczych zmian w ZHP, przywracając tradycyjne Przyrzeczenie i Prawo Harcerskie i dokonując zmian w systemie sprawowania władzy w organizacji.
W tym czasie również w Chorągwi Zachodniopomorskiej zachodziły zmiany.

## Chorągiew Zachodniopomorska współcześnie

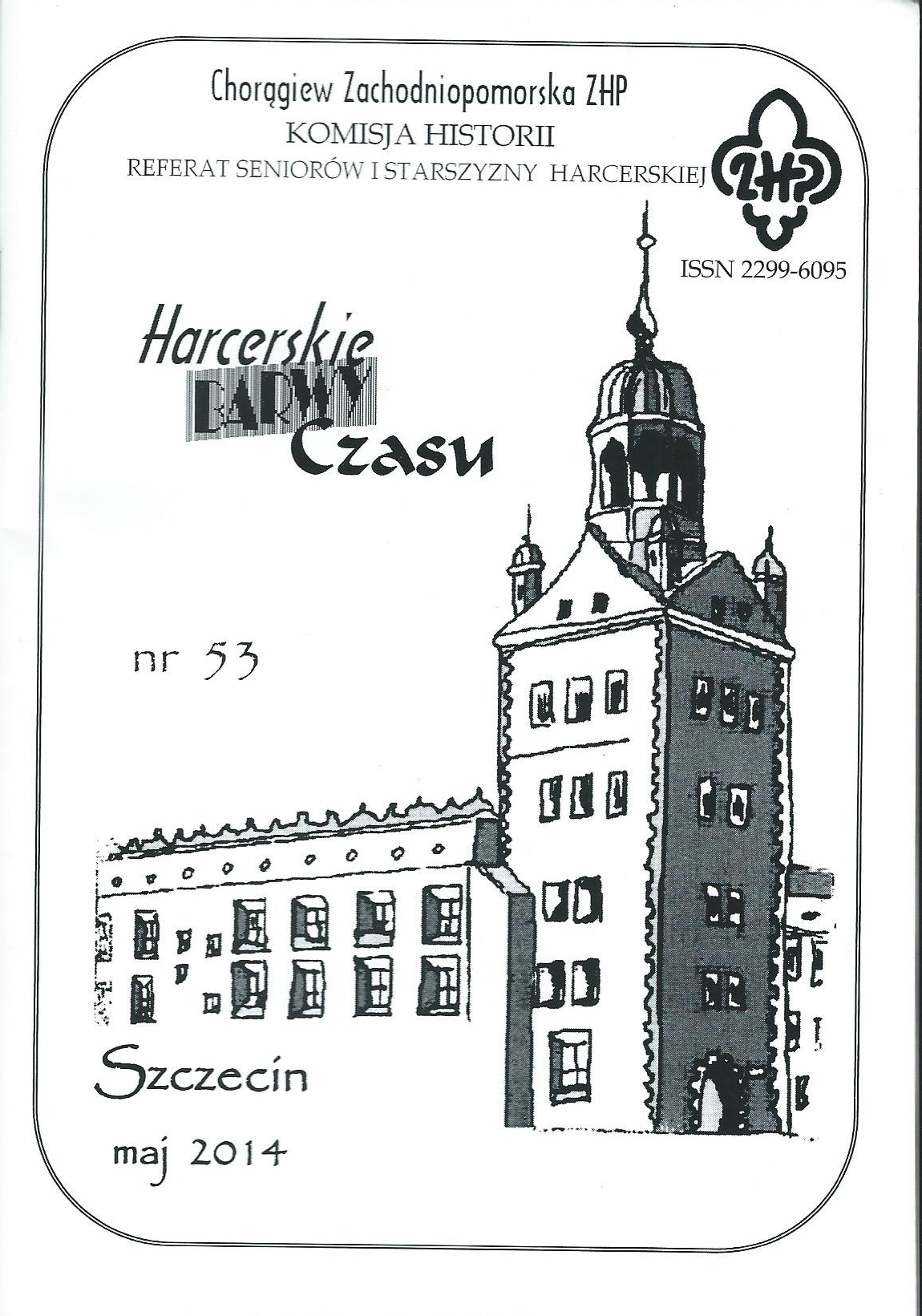
Harcerski Trop, biuletyn redagowany przez Chorągwianą Komisję Historii

Od Apelu Komendy Zachodnio-Pomorskiej Chorągwi ZHP, w lutym 1990 roku, który skierowany był do instruktorów odsuniętych od ZHP, bo ich ideały nie odpowiadały ówczesnym władzom, rozpoczął się proces przemian programowych i organizacyjnych. Ten Apel to pokłosie XXVI Zjazdu, który dokonał zasadniczych przemian wyrażających się w zmianach w Prawie Harcerskim i Przyrzeczeniu, ale również w rozdziale władz i demokratyzacji życia wewnątrz organizacji.
XI Zjazd Chorągwi odbył się 6 kwietnia 1991 roku. Stanowisko Zjazdu podkreśliło ważność harcerstwa w środowisku społeczności lokalnej. „Nasze działania” – stwierdzono, „mają na celu uzupełnienie i wspieranie działań wychowawczych obok rodziców, szkoły i religii”. Podkreślono samodzielność drużyn i innych podstawowych jednostek organizacyjnych.
Ze względu na wybór do Polskiego Parlamentu, dh Jacek Piechota złożył rezygnację z funkcji Komendanta. Zjazd dokonał wyboru nowego Komendanta Chorągwi, którym został dh hm. Grzegorz Janowski.
27 listopada 1993 roku odbyła się XII Konferencja Sprawozdawczo-Wyborcza. Podsumowano pierwszy okres zmian w Związku, wypływający z aktualnych potrzeb w okresie przemian społeczno-politycznych w kraju. Konferencja ponownie wybrała komendantem Chorągwi dh hm. Grzegorza Janowskiego.
XIII Zjazd Chorągwi odbył się w dniach 8–9 grudnia 1995 roku. W uchwałach zjazdowych zobowiązano m.in. Komendę Chorągwi do reaktywowania Rady Przyjaciół Harcerstwa, a także ograniczenia działalności gospodarczej, w tym likwidacji Spółki z o.o. „Homex” oraz zwiększenia aktywności w dziedzinie organizacji konferencji harcmistrzowskich i promowania ruchu specjalnościowego. Po uzyskaniu absolutorium, ponownie komendantem Chorągwi został wybrany dh hm. Grzegorz Janowski.
21–22 stycznia 2000 roku zwołany został XIV Zjazd Chorągwi. Wśród zaleceń dla działań nowej komendy Chorągwi znalazło się wprowadzenie współzawodnictwa na wszystkich szczeblach aktywności harcerskiej oraz kontynuowanie turniejów o srebrną i złotą lilijkę, zwiększenie aktywności Komisji Stopni Instruktorskich, pozyskiwanie środków z funduszy samorządowych. Zawrócono również uwagę na potrzebę zwiększenia aktywności hufców w ramach Zachodniopomorskiego Centrum Inicjatyw Europejskich. Po wyborach nowych władz ponownie wybrano komendantem Chorągwi dh hm. Grzegorza Janowskiego.
8 czerwca 2002 roku miał miejsce Zjazd Sprawozdawczy Chorągwi.
XV Zjazd Chorągwi odbył się 2 kwietnia 2004 roku. Ponownie wybrano na komendanta Chorągwi dh hm. Grzegorza Janowskiego.
7 października 2006 roku odbył się XVI Zjazd Chorągwi, na którym wybrano na komendanta chorągwi hm. Andrzeja Kaszubskiego. Ten sam Zjazd zmienił również nazwę chorągwi z Zachodnio-Pomorska na Zachodniopomorska. Przewodniczącym Rady Chorągwi został wybrany hm. Grzegorz Janowski. Zjazd zobowiązał również komendę Chorągwi do przygotowania strategii działania, zgodnej z Uchwałami XXXIII Zjazdu ZHP. We wnioskach zapisano m.in.: ograniczenie biurokracji, wykorzystanie posiadanych środków do szkoleń kadry w hufcach, zwiększenie kontroli finansowej w hufcach oraz stworzenie Chorągwianej Szkoły Kadry Młodszej.
14 kwietnia 2007 miał miejsce Nadzwyczajny Zjazd Chorągwi zwołany przez Komendanta (hm. Andrzeja Kaszubskiego) celem omówienia sytuacji finansowej oraz odwołania i wyboru nowych władz. Podczas Zjazdu komendant ogłosił swoją decyzję o rezygnacji z funkcji, mandaty złożyła również cała komenda chorągwi. Zjazd odwołał również Radę Chorągwi oraz Komisję Rewizyjną. Następnie zjazd został zawieszony do dnia 12 maja 2007.
II część Nadzwyczajnego Zjazdu w dniu 12 maja 2007 zakończyła się wyborem hm. Elżbiety Chudzik na Komendanta Chorągwi (stosunkiem głosów 20:14), drugim kandydatem był hm. Mariusz Cyrulewski. Zjazd wybrał również Radę Chorągwi, której przewodniczącą została hm. Grażyna Szyndel oraz Komisję Rewizyjną, której przewodniczącym został hm. Mariusz Cyrulewski. Od dnia 20.06.2009 przewodniczącym rady chorągwi został hm. Marek Janta-Lipiński.
W dniach 26–27 listopada 2010 roku miała miejsce XVII Konferencja Sprawozdawczo-Wyborcza Chorągwi. Zwrócono uwagę na rozwój liczebności organizacji oraz konieczność powołania, przy komendzie Chorągwi, Zespołu doradczego, w celu sprawniejszego zarządzania Chorągwią. Zjazd ponownie wybrał dh hm. Elżbietę Chudzik komendantem Chorągwi.
28 września 2013 odbył się Nadzwyczajny Zjazd Chorągwi (XVIII), zwołany w celu wyboru nowego komendanta i komendy chorągwi, który wybrał Komendantkę hm. Elizę Gilewską.
Na przełomie roku 2014/15 ponad 1000 zuchów, harcerzy i instruktorów uczestniczyło w zdobywaniu Odznaki 80-lecia Harcerstwa na Pomorzu Zachodnim. Z tej też okazji została zorganizowana okolicznościowa wystawa prezentująca historię szczecińskiego harcerstwa, ukazująca jego początki, udział harcerzy w życiu społeczności lokalnych, kulturę, harcerskie specjalności i dokonania na rzecz województwa.

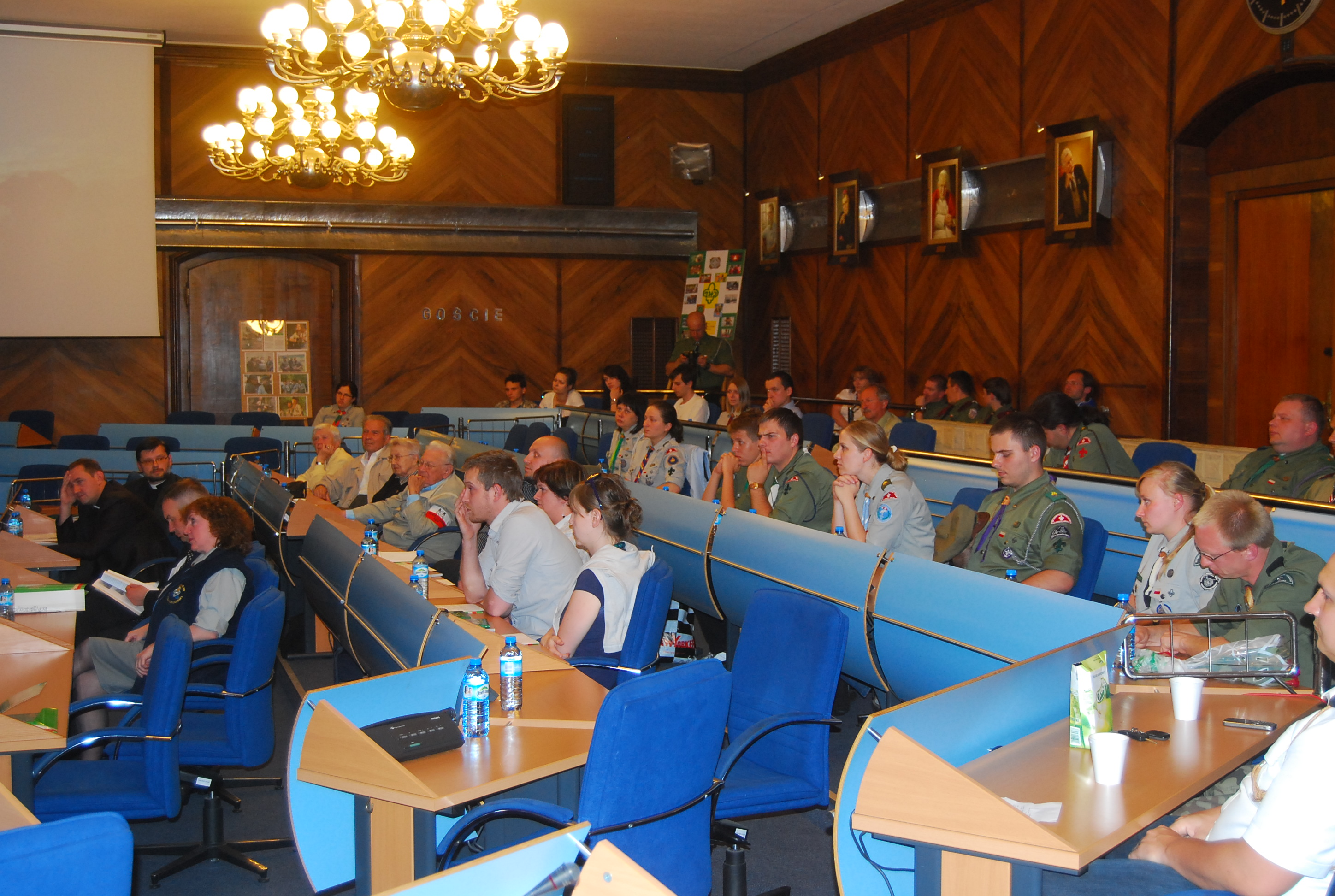
Zjazd Chorągwi, sala obrad

18 października 2014 r. odbył się XIX Zjazd Chorągwi, który wybrał Komendantkę hm. Elizę Gilewską. Na czele pozostałych władz Chorągwi stanęli: hm. Jakub Cichocki – Przewodniczący Rady Chorągwi, phm. Grzegorz Grondys – Przewodniczący Komisji Rewizyjnej oraz hm. Maciej Grabowski – Przewodniczący Sądu Harcerskiego.
W trudnej sytuacji prawnej Harcerskiego Ośrodka Morskiego, dzięki wytrwałej pracy instruktorów związanych od lat z tą zasłużoną dla harcerskiego żeglarstwa przystanią, odbywają się zajęcia i szkolenia żeglarskie dla harcerzy. Rok 2017 był szczególny ze względu na obchodzone 60-lecie Harcerskiego Ośrodka Morskiego w Szczecinie. Odbył się uroczysty apel, spotkanie z seniorami Ośrodka, rejsy i koncert, który uświetnił Jerzy Porębski.
XX Zjazd Chorągwi Zachodniopomorskiej odbył się 2 września 2018 roku. Podczas Zjazdu Chorągiew Zachodniopomorska ZHP wybrała swoje władze na kadencję 2018–2022. Komendantem Chorągwi wybrana została hm. Eliza Gilewska. Na Zjeździe wybrano również nowy skład Rady Chorągwi, której Przewodniczącym został hm. Mirosław Namiotko.
W roku Zjazdu harcerze Chorągwi Zachodniopomorskiej ZHP wzięli udział w Ogólnopolskim Zlocie Związku Harcerstwa Polskiego w Gdańsku.
Rok 2018 był wyjątkowy z trzech względów:
- 100 lat temu Polska odzyskała niepodległość,

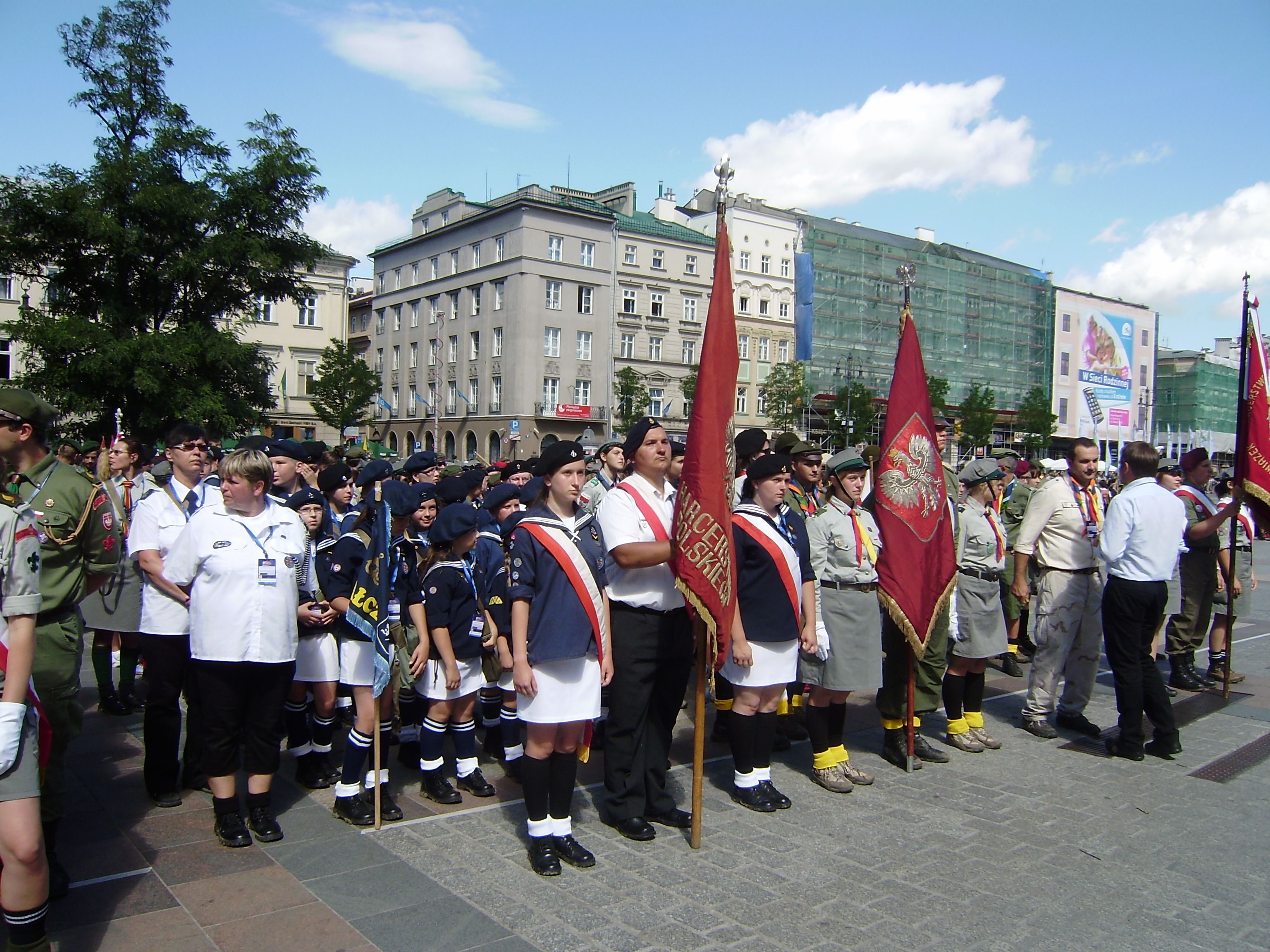
Zlot Harcerstwa w Krakowie, uroczysty Apel

- 100 lat temu powstał Związek Harcerstwa Polskiego.

Rok 2018 został ustanowiony przez Senat RP Rokiem Harcerstwa. W tym szczególnym roku Chorągiew Zachodniopomorska ZHP otrzymała nowy sztandar, jest bardzo ważnym symbolem całej wspólnoty, wspólnej pracy i podkreśleniem wkładu w wychowanie młodego pokolenia Polaków.
Aktualny Sztandar sięga swoją historią lat 80. XX wieku, przez co jego stan pozostawia wiele do życzenia. Nadszedł czas, aby zajął należne mu miejsce w Muzeum Harcerstwa.
Chorągiew tworzy 12 hufców (2018). Stan organizacyjny na dzień 1 stycznia 2009 wynosił 3161 osób, na dzień 1 stycznia 2017 – 3502 osoby.

### Hufce Zachodniopomorskiej ZHP
W skład Chorągwi Zachodniopomorskiej ZHP wchodzi 12 hufców:
- Bałtycki Hufiec Morski w Kołobrzegu,
- Hufiec Goleniów,
- Hufiec Myślibórz,
- Hufiec Police,
- Hufiec Sławno,
- Hufiec Stargard,
- Hufiec Szczecin
- Hufiec Szczecin-Dąbie,
- Hufiec Szczecin-Pogodno (od 17 kwietnia 1963 im. Janusza Korczaka),
- Hufiec Szczecinek,
- Hufiec Ziemi Koszalińskiej,
- Hufiec Ziemi Wolińskiej w Świnoujściu.

## Komendanci Chorągwi
W latach 1945–1950 Harcerzy
- Bojarski Zygmunt, hm. 25.06.1945 – 12.12.1948
- Kłos Mieczysław, phm. 12.12.1948 – 16.02.1949

Harcerek
- Zamojska Maria, phm. 07.09.1945 – 31.12.1946
- Makowiecka Irena, phm. 01.01.1947 – 16.02.1949

Po połączeniu
- Kłos Mieczysław, hm. 16.02.1949 – 15.05.1949
- Lasota Eligiusz, hm. 15.05.1949 – 31.08.1950
- Bąk Stanisław, hm. 01.09.1950 – 31.01.1951

W latach od 1956 r.
- Dynarowski Henryk, hm. 01.01.1957 – 06.04.1957
- Niewiada Stefan, hm. 06.04.1957 – 01.02.1958
- Gabrysiak Stanisław, hm. 01.02.1958 – 01.01.1961
- Kowalski Ryszard, hm. 01.01.1961 – 01.02.1962 p.o.
- Sikora Emanuel, hm. 01–21.11.1966
- Możejko Tadeusz, hm. 21.11.1966 – 15.12.1969
- Łapa Piotr, hm. 15.12.1969 – 05.06.1977 (29.03.1977 – 28.03.1982 z-ca Naczelnika ZHP)
- Stecyk Anna, hm. 05.06.1977 – 22.09.1982
- Runowicz Edmund, hm. 23.09.1982 – 12.12.1986 (13.12.1986 – 14.03.1989 z-ca Naczelnika ZHP)
- Piechota Jacek, hm. 12.12.1986 – 31.03.1990
- Janowski Grzegorz, 31.03.1990 – 07.10.2006
- Kaszubski Andrzej, hm. 07.10.2006 – 12.05.2007
- Chudzik Elżbieta, hm. 12.05.2007 – 28.09.2013
- Gilewska Eliza, hm. 28.09.2013 – 04.09.2022
- Dagmara Korbel-Gołąb, hm. 04.09.2022[2] –
